# Monument a Gabriel Miró
El monument a Gabriel Miró és una escultura urbana situada a la plaça de Gabriel Miró de la ciutat d'Alacant (País Valencià).
És obra de l'escultor José Samper Ruiz i va ser inaugurat l'any 1935. Està realitzat en pedra calcària, i representa el bust de l'escriptor alacantí Gabriel Miró, tal com figura en la llegenda del pedestal.
Un any abans. Samper havia realitzat el bust del periodista Félix Lorenzo que va estar instal·lat als peus de la torrassa del Castell de Sant Fernando. Actualment es troba en parador ignorat, de manera que el bust de Gabriel Miró és l'única obra de Samper que es conserva als nostres carrers.